# Valbo församling
Valbo församling är en församling i Svenska kyrkan och ingår sedan 2018 i Valbo-Hedesunda pastorat i Gästriklands kontrakt i Uppsala stift. Församlingen ligger i Gävle kommun i Gävleborgs län.

## Administrativ historik
Församlingen har medeltida ursprung. Omkring 1400 utbröts Gävle församling.
Församlingen var till 1602 moderförsamling i pastoratet Valbo och Hille. Från 1602 till 3 juli 1849 var den annexförsamling i pastoratet Gävle och Valbo. Från 3 juli 1849 till 2018 utgjorde församlingen ett eget pastorat. Från 2018 ingår församlingen i ett pastorat tillsammans med Hedesunda församling.

## Organister
| Ämbetstid | Namn         | Levnadstid | Övrigt    |
| --------- | ------------ | ---------- | --------- |
| 1963–1964 | Lars Jönsson | 1938–      | Organist. |

## Kyrkor
- Valbo kyrka
- Forsbacka kyrka

och församlingsgården Mikaelsgården